# Spominski znak Kačure
Spominski znak Kačure je spominski znak Slovenske vojske, ki je namenjen pripadnikom takratne TO RS, ki so sodelovali pri spopadu v Kačurah.

## Nosilci
- seznam nosilcev spominskega znaka Kačure